# Taegeuk
Taegeuk é um termo coreano que significa "supremo final", embora também possa ser traduzido como "grande polaridade/dualidade". O termo e seu conceito geral estão relacionados ao Taiji chinês. O símbolo foi escolhido para o desenho da bandeira nacional coreana na década de 1880. Ele substitui o esquema de cores preto e branco frequentemente visto na maioria das ilustrações de taijitu por azul e vermelho, respectivamente, juntamente com um separador horizontal, em vez de vertical. Os sul-coreanos comumente se referem à bandeira nacional como taegeuk-gi, onde gi significa "bandeira" ou "estandarte". Esse símbolo de taegeuk com tema de cores específico é normalmente associado às tradições coreanas e representa o equilíbrio no universo; a metade vermelha representa as forças cósmicas positivas e a metade azul representa as forças cósmicas negativas complementares ou opostas. Ele também é usado no xamanismo coreano, no confucionismo, no taoísmo e no budismo.

## Histórico
O símbolo taegeuk existe na maior parte da história escrita da Coreia. As origens do design sinusoide entrelaçado na Coreia podem ser encontradas desde o período Goguryeo ou Silla, por exemplo, na decoração de uma espada, datada do século V ou VI, recuperada do túmulo de Michu de Silla, ou em um artefato com o símbolo taegeuk de idade semelhante encontrado nos túmulos Bogam-ri de Baekje em Naju, província de Jeolla do Sul, em 2008. No complexo de Gameunsa, um templo construído em 628 d.C. durante o reinado do rei Jinpyeong de Silla, um objeto de pedra, possivelmente a fundação de um templo pagoda, foi esculpido com o símbolo taegeuk. Em Gojoseon, o antigo reino de Joseon, o símbolo era usado para expressar a esperança de harmonia entre o yin e o yang. É provável que isso se deva à primeira expansão da antiga cultura chinesa em Gojoseon, especialmente durante o início da dinastia Zhou. Atualmente, o taegeuk é geralmente associado à tradição coreana e representa o equilíbrio no universo, vermelho é yang, ou forças cósmicas positivas, e azul é yin, ou forças cósmicas negativas. Entre suas muitas conotações religiosas (confucionismo coreano; taoísmo na Coreia; budismo coreano), o taeguk também está presente no xamanismo coreano.

## Bandeira da Coreia do Sul

A bandeira da Coreia do Sul, também conhecida como taegeukgi, tem um taegeuk azul e vermelho no centro.

O símbolo taegeuk é exibido com mais destaque no centro da bandeira da Coreia do Sul, chamada taegeukgi, literalmente a "bandeira taegeuk" (junto com quatro, dos oito trigramas, usados em práticas de adivinhação). Devido à associação do taegeuk com a bandeira nacional, ele é frequentemente usado como um símbolo patriótico, assim como as cores vermelho, azul e preto. Embora o uso do taegeuk e dos trigramas tenha sido feita desde os primeiros períodos da história coreana, sua história é ainda mais antiga na China. O taegeuk é um símbolo confucionista que representa o equilíbrio cósmico e representa a interação constante entre o yin e o yang, também conhecido como eum/yang. O símbolo taegeuk usado na bandeira originou-se do livro clássico confucionista chinês conhecido como The Book of Changes (também conhecido como I Ching ou Yijing), um livro desenvolvido para uso em adivinhações. Os quatro trigramas também se originaram do I Ching; cada um desses trigramas representa virtudes confucionistas específicas, elementos cósmicos ou papéis familiares, além das estações do ano, direções da bússola etc. O trigrama geon (☰) representa o céu, o verão, o sul, o pai e a justiça. O trigrama gon (☷) simboliza a terra (solo), o inverno, o norte, a mãe e a vitalidade, o trigrama gam (☵) a lua, o outono, o oeste, o segundo filho (ou filho do meio) e a sabedoria, e o trigrama ri (☲) o sol, a primavera, o leste, a segunda filha (ou filha do meio) e a realização. Os quatro trigramas supostamente se movem em um ciclo interminável de "geon" para "ri" para "gon" para "gam" e de volta para "geon" em sua busca pela perfeição. O fundo branco simboliza a homogeneidade, a integridade e a pureza do povo coreano. Por milhares de anos, os coreanos usaram quase exclusivamente roupas brancas. Isso acabou levando ao surgimento do apelido "a população de roupas brancas" para os coreanos. Portanto, a cor branca é frequentemente considerada associada ao povo coreano.

## Variantes

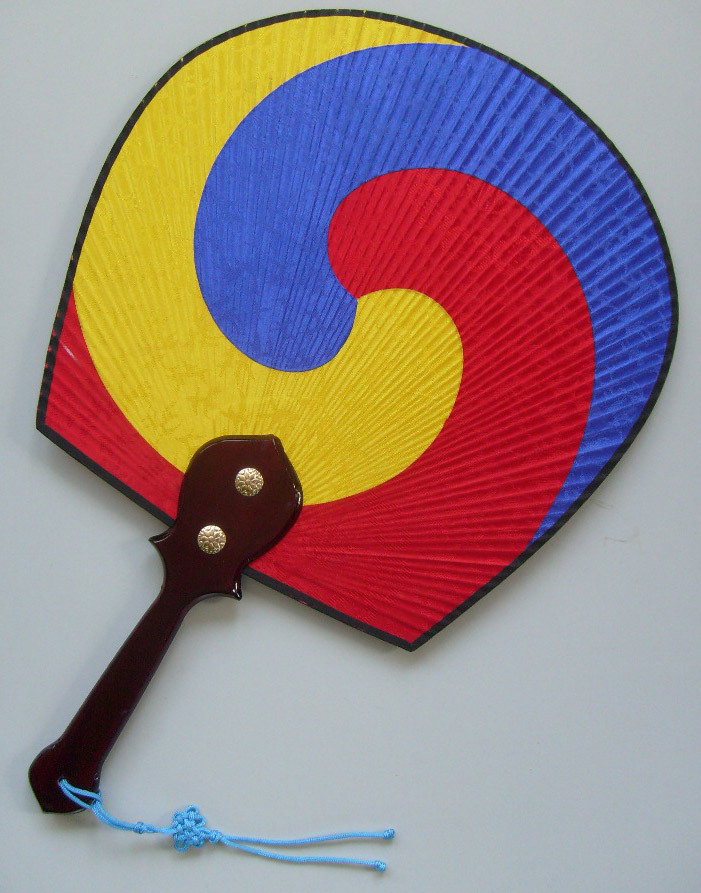
Um leque com o símbolo do taegeuk tricolor

### Taegeuktricolor
Uma variante na Coreia do Sul é o taegeuk tricolor, que acrescenta uma parte amarela ou pa amarelo. Esta parte de cor amarela é considerada a representação da humanidade, além do vermelho e do azul que representam a terra e o céu, respectivamente. Uma versão do taegeuk tricolor também apareceu no logotipo oficial dos jogos olímpicos de verão de 1988, acompanhado pelos cinco anéis olímpicos.

### Símbolo das paraolimpíadas

O primeiro símbolo paraolímpico (1988-1994) usava cinco pa.

O primeiro logotipo paraolímpico criado para as paraolimpíadas de verão de 1988 em Seul foi baseado no pa tradicional com os componentes em espiral ou em forma sinusoidal que formam o símbolo do taegeuk. Em março de 1992, o símbolo paraolímpico foi alterado para uma versão que utilizava apenas três pa. Essa versão só foi totalmente adotada após as paraolimpíadas de inverno de 1994 em Lillehammer, Noruega, pois o comitê organizador das paraolimpíadas de Lillehammer já havia iniciado um programa de marketing baseado na versão de cinco pa. A versão de três pa permaneceu em vigor desde o encerramento dos jogos de Lillehammer até os jogos paraolímpicos de verão de 2004 em Atenas, Grécia. O símbolo paraolímpico atual transformou o pa em forma de lágrima em uma espécie de swoosh, mas ainda emprega três amostras de cores, uma vermelha, uma azul e uma verde.

### Miss mundo Ásia Pacífico
O logotipo do concurso de beleza miss mundo Ásia Pacífico, que começou em Seul, Coreia do Sul, em 2011, é outro exemplo do símbolo tricolor taegeuk.

## Galeria

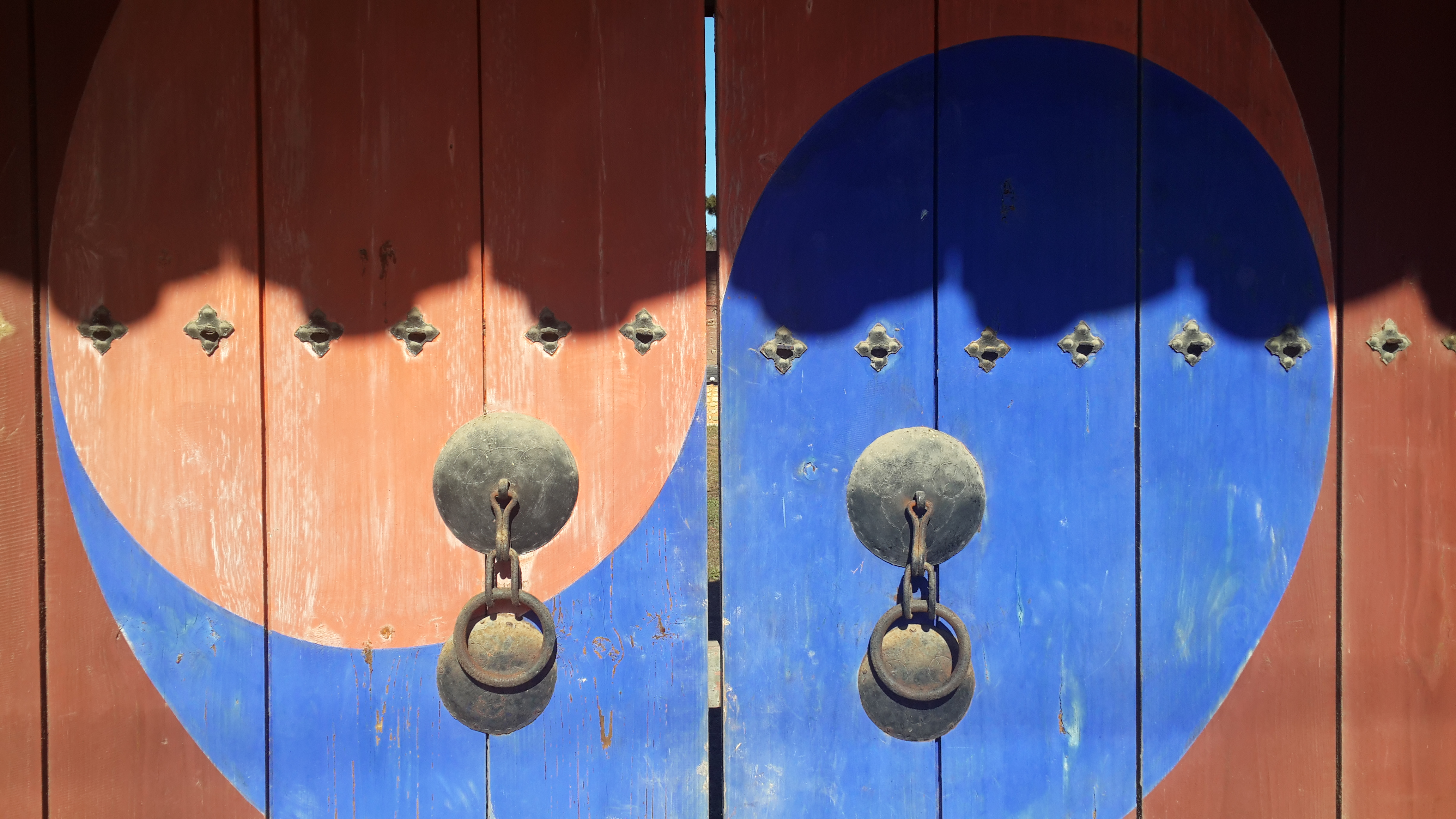
Taegeuk pintado no portão de uma casa em Naju
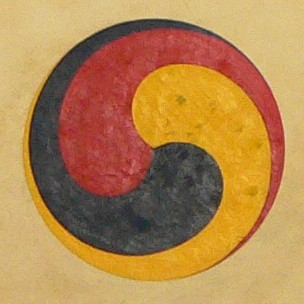
Taegeuk tricolor em um tambor buk
Taegeuk tricolor cercado pelo ba gua